# Порфирьев, Леонид Фёдорович
Леонид Фёдорович Порфирьев — российский учёный в области оптико-механических приборов, доктор технических наук, профессор, заслуженный деятель науки и техники РСФСР.

## Биография
Родился 21 августа 1920 года в селе Соснино (сейчас — Лычковский район Новгородской области). В 1922 году переехал с родителями в Курганскую область, в 1930 году - в Ленинград.
После окончания техникума (1936) работал токарем на Балтийском судостроительном заводе. В декабре 1938 года поступил в 1-е Ленинградское авиатехническое училище.
Во время войны служил в 86-м скоростном бомбардировочном авиаполку, воентехник 2 ранга. Воевал на Юго-Западном, Сталинградском, 4-м Украинском фронтах. Был оперуполномоченным контрразведки «Смерш» во 2-й гвардейской воздушно-десантной дивизии.
После увольнения в запас (1946) работал на 470-м авиационном заводе. В 1949 году поступил в Ленинградский институт точной механики и оптики (ЛИТМО) на инженерно-физический факультет.
В 1951 году призван в армию и направлен в Ленинградскую военно-воздушную академию имени А. Ф. Можайского. Окончил её с отличием (1956) и получил направление в адъюнктуру, в 1959 году защитил кандидатскую диссертацию. Служил там же: начальник научно-исследовательской лаборатории, заместитель начальника кафедры автоматики.
Доктор технических наук (1965), профессор (1967).
В 1971 г. уволен из армии в звании полковника.
С 1971 г. преподавал и вёл научную работу в ЛИТМО: профессор, заведующий кафедрой оптико-механических приборов (1972—1992), проректор по учебной работе (1974—1980), профессор кафедры оптико-электронных приборов и систем (с 1992).
С 1980 года редактор журнала «Известия вузов СССР: Приборостроение».
Заслуженный деятель науки и техники РСФСР. Награждён орденами Отечественной войны II степени, Красной Звезды, медалями «За оборону Сталинграда», «За победу над Германией» и другими.
На 89-м году жизни трагически погиб 29.10.2008.
Жена — Комарова Ирина Эриковна. Дочери: Порфирьева Анна Леонидовна, Порфирьева Вера Леонидовна.
Сочинения:
- Теория оптико-электронных систем [Текст] : Преобразование излучения в опт. системах : Конспект лекций. - Ленинград : ЛИТМО, 1977. - 56 с. : ил.; 20 см.
- Обнаружение сигналов в оптико-электронных приборах измерительного и следящего типов [Текст] : Учеб. пособие. - Ленинград : ЛИТМО, 1978 (вып. дан. 1979). - 79 с. : ил.; 20 см.
- Основы теории преобразования сигналов в оптико-электронных системах : [Учеб. для приборостроит. спец. вузов] / Л. Ф. Порфирьев. - Л. : Машиностроение : Ленингр. отд-ние, 1989. - 392 с. : ил.; 22 см.; ISBN 5-217-00365-0 (В пер.)
- Основы теории преобразования сигналов в оптико-электронных системах [Текст] : учебник / Л. Ф. Порфирьев. - 2-е изд., стер. - Санкт-Петербург [и др.] : Лань, 2013. - 386, [1] с. : ил.; 21 см.; ISBN 978-5-8114-1512-0
- Аналитические оценки точности автономных методов определения орбит / Л. Ф. Порфирьев, В. В. Смирнов, В. И. Кузнецов. - М. : Машиностроение, 1987. - 279,[1] с. : граф.; 22 см.; ISBN (В пер.)
- Теория и расчет импульсных и цифровых оптико-электронных систем : [Учеб. пособие для опт. спец. вузов] / Е. Г. Лебедько, Л. Ф. Порфирьев, Ф. И. Хайтун. - Ленинград : Машиностроение : Ленингр. отд-ние, 1984. - 191 с. : ил.; 21 см.
- Бортовые системы навигации и ориентации искусственных спутников Земли / О. Н. Анучин, И. Э. Комарова, Л. Ф. Порфирьев; Гос. науч. центр Рос. Федерации - Центр. науч.-исслед. ин-т Электроприбор. - СПб. : ГНЦ РФ-ЦНИИ "Электроприбор", 2004. - 325 с. : ил.; 22 см.; ISBN 5-900780-53-8 :